# 比列克捷河
比列克捷河是俄羅斯的河流，屬於奧列尼奧克河的左支流，由薩哈共和國負責管轄，河道全長315公里，流域面積約8,600平方公里，發源自中西伯利亞高原北側，河水主要來自融雪和雨水。